# Perca
Cá pecca là tên gọi chung cho 3 loài cá nước ngọt thuộc chi Perca trong họ Percidae. Tên gọi pecca là phiên âm từ danh pháp khoa học tiếng Latinh perca, tới lượt mình nó có nguồn gốc từ tiếng Hy Lạp πέρκη (pérkē), tên để chỉ loài cá có tại Hy Lạp là Perca fluviatilis.
Một vài từ điển tiếng Anh còn phiên dịch nó thành cá rô; tuy nhiên tên gọi này sai hoàn toàn về bản chất, do từ cá rô bắt nguồn từ loài cá phổ biến ở Việt Nam là cá rô đồng (Anabas testudineus), một loài theo phân loại cá xương hiện nay thuộc bộ Anabantiformes trong loạt Anabantaria, chỉ có quan hệ họ hàng xa với Perciformes trong loạt Eupercaria (cùng thuộc Percomorphaceae).

## Các loài
- Perca flavescens Mitchill, 1814 - Cá pecca vàng hay cá pecca Bắc Mỹ. Tìm thấy ở Bắc Mỹ. Nhỏ hơn và nhạt màu hơn cá pecca châu Âu. Ở các khu vực phía bắc, nó đôi khi được gọi là cá pecca hồ. Loài này được đánh giá cao về chất lượng thực phẩm và thường được nuôi trong các trại giống và đưa vào các khu vực mà chúng không phải là bản địa. Cá pecca vàng có bề ngoài gần giống cá pecca châu Âu nhưng có màu vàng hơn. Những con cá này thường chỉ đạt kích thước khoảng 38 cm (15 inch) và 1 kg (2 lb 3 oz).
- Perca fluviatilis Linnaeus, 1758 - Cá pecca châu Âu. Tìm thấy rộng khắp châu Âu (trừ bán đảo Iberia, miền trung Italia và bồn địa Adriatic); bồn địa Aegea ở Matriza và từ Struma tới lưu vực Aliakmon; lưu vực biển Aral; Siberia trong các sông chảy ra Bắc Băng Dương về phía đông tới Kolyma. Loài này thường có màu ánh xanh lục với các vạch dọc sẫm màu ở hai bên và màu đỏ hoặc da cam ở đầu chóp các vây. Cá pecca châu Âu đã du nhập thành công vào New Zealand và Australia, nơi nó được gọi là cá pecca vây đỏ hoặc cá pecca Anh. Ở Australia, những mẫu vật to lớn hơn đã được gây giống, nhưng loài này hiếm khi nặng hơn 2,7 kg (6 lb).
- Perca schrenkii Kessler, 1874 - Cá pecca Balkhash. Tìm thấy ở Kazakhstan (hồ Balkhash và hồ Alakol), Uzbekistan và Trung Quốc. Nó rất giống với cá pecca châu Âu và phát triển tới kích thước tương đương.

## Giải phẫu
Dạng cơ thể chung của cá pecca là hơi dài và thuôn tròn. Cá pecca chính hiệu có vảy "thô" hoặc vảy răng cưa. Ở mặt trước của đầu là hàm trên và hàm dưới của miệng, một đôi lỗ mũi và hai mắt không mí mắt. Ở phía sau là hai nắp mang bảo vệ mang và hệ thống đường bên nhạy cảm với các rung động trong nước. Thận của cá pecca chạy dọc theo xương sống và tạo thành một đầu, hình đuôi với mang. Cá pecca có một đôi vây ngực và vây chậu, và hai vây lưng, với vây lưng thứ nhất có tia gai và vây lưng thứ hai có các tia mềm. Hai vây này có thể tách rời hoặc hợp lại.

## Môi trường sống
Cá pecca là các loài cá ăn thịt, thường được tìm thấy ở các ao, hồ, suối, sông nhỏ. Những con cá này ăn các loài cá nhỏ hơn, động vật có vỏ hoặc ấu trùng côn trùng, nhưng có thể đánh bắt được gần như bằng bất kỳ loại mồi nào. Chúng thường đẻ trứng vào mùa xuân, khi cá cái đẻ các dải trứng ở những khu vực có che phủ như gần cành cây hoặc cây ngầm dưới nước. Các loài cá này tìm thấy nhiều nhất trong các hồ nước trong, nhiều cỏ dại có đáy nhiều mùn, cát hoặc sỏi.